# Klasztor Świętego Antoniego
Klasztor Świętego Antoniego (arab. دير الأنبا أنطونيوس, Dajr al-Kiddis Antun, Dayr al-Qiddīs Anţūn) – męski klasztor koptyjski znajdujący się w Egipcie, na Pustyni Arabskiej, 290 km na południe od Kairu. Jeden z najstarszych klasztorów chrześcijańskich na świecie, funkcjonujący z przerwami od IV w. w pobliżu miejsca, gdzie życie pustelnicze prowadził Antoni Wielki.

## Historia
Według tradycji klasztor znajduje się na miejscu, gdzie życie ascetyczne prowadził Antoni Wielki. Po jego śmierci na miejscu tym osiedliła się grupa mnichów. W V w. docierali do niego mnisi ze Sketes, uciekający z klasztorów, które często padały ofiarą napadów rabunkowych. Do I poł. VI w. klasztor przestał funkcjonować i ok. 537 został odbudowany na osobiste polecenie Justyniana I, który w tym samym czasie ufortyfikował klasztor św. Katarzyny na Synaju i powiększył terytorium nieodległego klasztoru św. Pawła. W VII-VIII w. w klasztorze św. Antoniego Wielkiego żyli mnisi prawosławni (melchici); w ręce monofizytów przeszedł przed 1189; w okresie sprawowania urzędu patriarchy koptyjskiego przez Jana VII (1189-1216) właścicielami wspólnoty z pewnością byli już Koptowie. Najpomyślniejszym okresem rozwoju monasteru był XIII w., gdy został on otoczony murem obronnym i odnowiony po wcześniejszych zniszczeniach.
Przełożony klasztoru reprezentował Kościół Koptyjski na soborach w Ferrarze i Florencji. W 1484 klasztor został całkowicie zniszczony podczas buntu beduińskiego. Na początku kolejnego stulecia patriarcha koptyjski Gabriel VII skierował do monasteru św. Antoniego Wielkiego grupę 20 mnichów z klasztoru Syryjczyków w Wadi an-Natrun w celu odnowienia zniszczonej wspólnoty. W XVII w. w klasztorze przebywali kapucyni, którzy przed podjęciem pracy misyjnej w Egipcie uczyli się tutaj miejscowych języków. Ze wspólnoty monastycznej św. Antoniego wywodzi się trzynastu patriarchów koptyjskich.
Jest to drugi pod względem powierzchni klasztor w Egipcie, po monasterze św. Katarzyny na Synaju, a zarazem największy klasztor prowadzony przez Koptyjski Kościół Ortodoksyjny. Najstarsza świątynia w kompleksie monasterskim nosi wezwanie św. Antoniego i została wzniesiona między XIII a XVI w.; nabożeństwa w niej nie odbywają się z uwagi na zły stan techniczny budynku. Liturgicznie użytkowane są świątynie Świętych Apostołów, św. Marka oraz Matki Bożej, ponadto w klasztorze znajdują się XIX-wieczne obiekty sakralne św. Pawła z Teb i św. Michała Archanioła. Pieczara, w której według tradycji żył św. Antoni, znajduje się 2 km od klasztoru. W bibliotece monasteru przechowywana jest obszerna kolekcja rękopisów i zabytkowych ksiąg.